# Thibault Tricole
Thibault Tricole (Auray, 1989. október 11. –) francia dartsjátékos. 2010-től 2020-ig a British Darts Organisation, majd 2021-től a Professional Darts Corporation tagja. 2022-ben a WDF szervezetnél játszott világbajnoki döntőt. Beceneve "The French Touch".

## Pályafutása
Tricole 2010-ben kezdte pályafutását a BDO-nál és a WDF-nél párhuzamosan, többek között többször elindult a Winmau World Masters versenyen, de nem ért el különösebb sikert. A PDC-nél először 2019-ben indult el a Q-School-on, de nem tudott Tour-kártyát szerezni. Ebben az évben több BDO versenyre kvalifikált, mint az előző években, és megnyerte első versenyeit, amelyek a Torremolinos Open és Greek Open voltak. A 2019-es World Masters-en is a negyedik fordulóig jutott. A Belfry Open, a Malta Open és az Italian Open tornákon is döntőt játszhatott.
Tricole volt az első francia játekos, aki a nyugat-európai selejtezőről kvalifikálta magát a 2020-as BDO-dartsvilágbajnokságra. A selejtező körben "hirtelen halálban" győzte le Ross Montgomeryt, majd az első körben 3–1-re kikapott Ryan Hogarthtól. 2020-ban ismét elindult a PDC Q-School-on, ahol kis híján kártyát szerzett, de lemaradt róla. Márciusban megnyerte az Isle of Man Masters tornát. 2021-ben először jutott be egy elődöntőbe a PDC Challenge Tour-on. Október elején megnyerte a Denmark Open-t, ahol 6–3-ra győzte le a svéd Andreas Harryssont. Ebben az évben megnyerte a Welsh Classic tornát is.
2022-ben újra próbálkozott a Q-School-ban, de ismét nem sikerült Tour-kártyát szereznie. Áprilisban részt vett a 2022-es WDF-dartsvilágbajnokságon, ahol továbbjutott a Shawn Burt elleni meccsén az első fordulóban. A következő körben 3–1-re győzött Steve Hine ellen, majd a negyeddöntőben Andy Baetenst győzte le 4–3-ra. Az elődöntőben Cameron Menziest is legyőzte 5–4-re, így első francia játékosként jutott be egy világbajnoki döntőbe. A vb-döntőben végül 6–5-re kikapott Neil Dufftól.
A 2022-es Austrian Darts Open-en, a PDC European Tour-sorozat állomásán is bemutatkozott, ahol első körben kikapott Zoran Lerchbacher ellen egy nagyon szoros mérkőzésen. Második European Tour fellépése a 2022-es Hungarian Darts Trophy-n volt, ahol az első körben 6–4-re kikapott Karel Sedláček-től. Júniusban Tricole részt vett a Dutch Open tornán is, amelyen az elődöntőig jutott, ahol 2–1-re kikapott a későbbi bajnok Jelle Klaasentől.
2023 novemberében megnyerte a PDC-dartsvilágbajnokság nyugat-európai selejtezőjét, ahol az utolsó meccsen 7–4-re győzte le Wesley Plaisier-t, így első francia játékosként kvalifikálta magát a 2024-es PDC-dartsvilágbajnokságra. Az első fordulóban 3–1-re legyőzte Mario Vandenbogaerde-t, majd a következő fordulóban 3–0-ás vereséget szenvedett Rob Crosstól.
Tricole 2024 novemberében 6–4-re legyőzte Gerwyn Price-t a Players Championship Finals első fordulójában.
A 2025-ös PDC-dartsvilágbajnokságon az első körben az ausztrál Joe Comito-val találkozott, akit 3–1-re legyőzött. A második körben a regnáló világbajnok és világranglista-vezető Luke Humphries ellen játszott, akitől végül 3–0-ás vereséget szenvedett és kiesett.

## Világbajnoki szereplései

### BDO
- 2020: Első kör (vereség  Ryan Hogarth ellen 1–3)

### WDF
- 2022: Döntő (vereség  Neil Duff ellen 5–6)

### PDC
- 2024: Második kör (vereség  Rob Cross ellen 0–3)
- 2025: Második kör (vereség  Luke Humphries ellen 0–3)

## Döntői

### WDF nagytornák: 1 döntős szereplés
| Történet                 |
| WDF Világbajnokság (0–1) |

| Eredmény | Sorszám | Év   | Bajnokság          | Ellenfél a döntőben | Pontok   |
| Döntős   | 1.      | 2022 | WDF Világbajnokság | Neil Duff           | 5–6 (sz) |

1. ↑  (l) = pontszám legekben, (sz) = pontszám szettekben.

## Tornagyőzelmei
| PDC Challenge Tour - Challenge Tour: 2022, 2023 | - Denmark Open: 2021 - Greek Open: 2019 - Isle of Man Masters: 2020 - Italian Open: 2022 - PDC West Europe Qualifier: 2023 - Torremolinos Open: 2019 - Welsh Classic: 2021 |

## Fordítás
Ez a szócikk részben vagy egészben  a   Thibault Tricole című angol Wikipédia-szócikk fordításán alapul.  Az eredeti cikk szerkesztőit annak laptörténete sorolja fel. Ez a jelzés csupán a megfogalmazás eredetét és a szerzői jogokat jelzi, nem szolgál a cikkben szereplő információk forrásmegjelöléseként.